# Chorus (album Erasure)
Chorus – piąty album brytyjskiego duetu Erasure wydany w 1991 roku.

## Utwory
| #   | Tytuł                   | Długość |
| --- | ----------------------- | ------- |
| 1.  | Chorus                  | 4:26    |
| 2.  | Waiting For The Day     | 3:50    |
| 3.  | Joan                    | 3:50    |
| 4.  | Breath Of Life          | 4:07    |
| 5.  | Am I Rigtht             | 4:18    |
| 6.  | Love To Hate You        | 3:56    |
| 7.  | Turns The Love To Anger | 3:56    |
| 8.  | Siren Song              | 4:44    |
| 9.  | Perfect Stranger        | 4:05    |
| 10. | Home                    | 4:14    |

## Personel
- Andy Bell – wokal prowadzący
- Vince Clarke – multi instrumentalista, programowanie
- Dave Bascombe – miksowanie
- Me Company – design– Design
- Martyn Phillips – Producent